# Helenówka (Mazovie)
Pour les articles homonymes, voir Helenówka.
Helenówka (prononciation : [xɛlɛˈnufka]) est un village polonais de la gmina de Zwoleń dans le powiat de Zwoleń de la voïvodie de Mazovie dans le centre-est de la Pologne.

## Histoire
De 1975 à 1998, le village appartenait administrativement à la voïvodie de Radom.